# Vadoma
O povo Vadoma (também chamado Wadoma ou Doma) habita o Zimbabwe e são uma tribo de caçadores-coletores que não pratica a agricultura. 
São notáveis pela alta incidência de ectrodactilia, em que as pessoas têm apenas dois dedos nos pés. Por essa característica, receberam apelidos como "tribo dos pés de avestruz". Uma estimativa da década de 1960 era de que entre 20 e 25% da população tivesse os pés com ectrodactilia. Um estudo de 1984 relatou que em uma família de 26 pessoas, 3 homens possuíam a condição. A condição afeta pessoas de ambos os sexos. As pessoas com a condição não são afetadas negativamente por ela, andam normalmente, conseguem correr e escalar árvores.
Vivem na região Kanyemba, do vale Zambezi, a aproximadamente 15km a leste de Mpata Gorge. A estimativa populacional em 1984 era de 300- 400 vivendo na região Kanyemba, e 80-100 vivendo na região Angwa, a 75km ao sul.
Os portugueses já conheciam o povo desde 1573.